# 범무늬소녀가오리
범무늬소녀가오리(학명: Himantura uarnak)는 색가오리과에 속하는 가오리다. 인도양과 태평양 서부의 열대 및 아열대 해안에 분포하고, 레셉스의 이주에 의해 지중해 동부에도 분포하게 되었다. 몸폭이 최대 2미터에 달하는 대형종으로, 가슴지느러미는 마름모꼴이며 꼬리는 지느러미가 없고 대단히 길다. 꼬리에 달린 독침의 독은 위험해 주의해야 한다. 등은 표범무늬와 유사한 무늬로 덮여 있다. 범무늬소녀가오리는 수족관에서 흔히 볼 수 있다.
낮에는 흔히 모랫바닥에서 휴식을 취하며, 주로 바다 바닥에 서식하는 연체동물과 경골어류를 먹고 산다. 매가오리목의 다른 가오리처럼 난태생으로, 여름에 암컷은 1년의 임신 기간을 거쳐 한번에 최대 5마리의 새끼를 낳는다. 인도양의 일부 지역에서는 고기, 가죽, 연골 등을 얻기 위하여 범무늬소녀가오리를 잡는다. 범무늬소녀가오리는 몸집이 크고 해안에 서식하며 번식력이 낮아 개체수 감소의 위험이 크며, 이에 따라 국제 자연 보전 연맹에서는 이 종을 절멸위기종으로 지정하였다.

## 사진

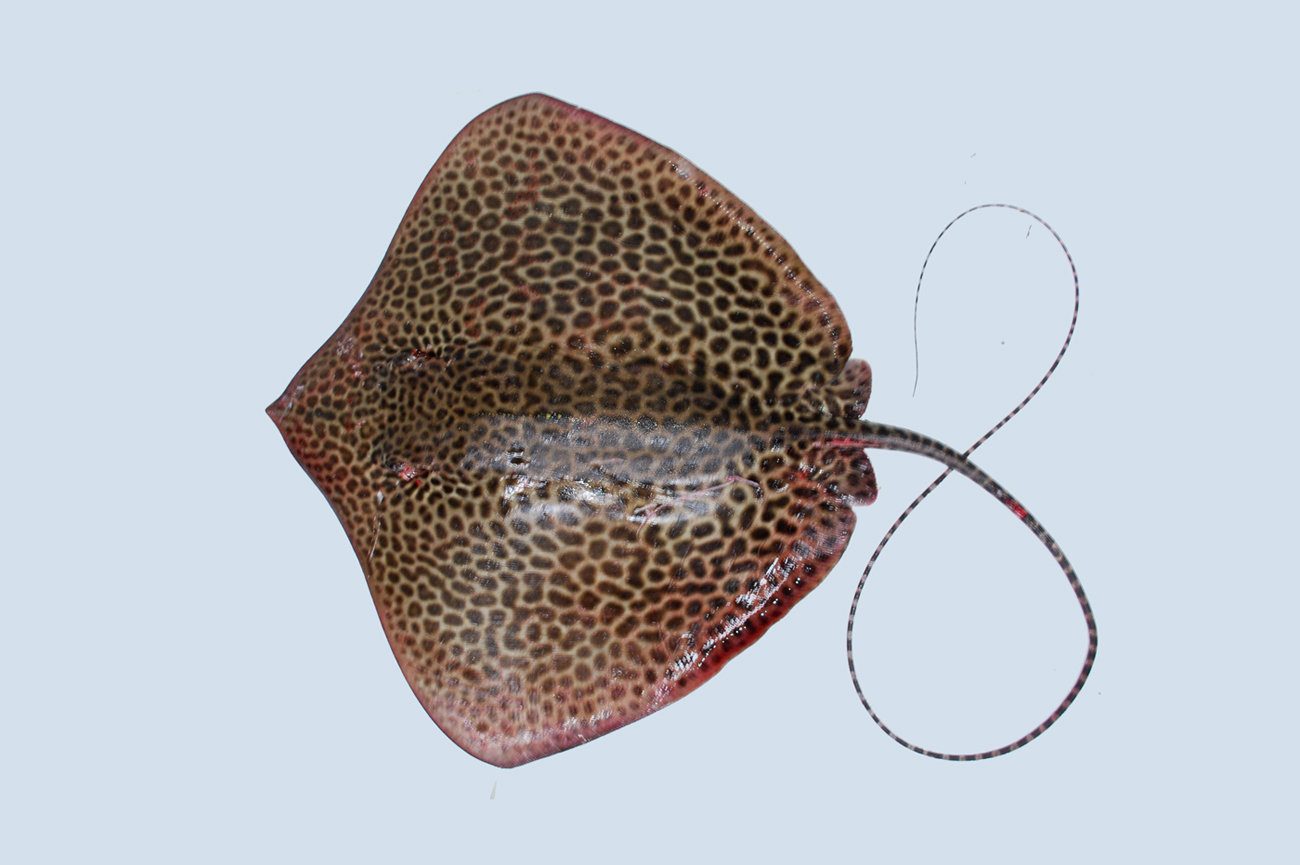
범무늬소녀가오리의 등은 조그만 검은 점들로 빼곡히 덮여 있다.
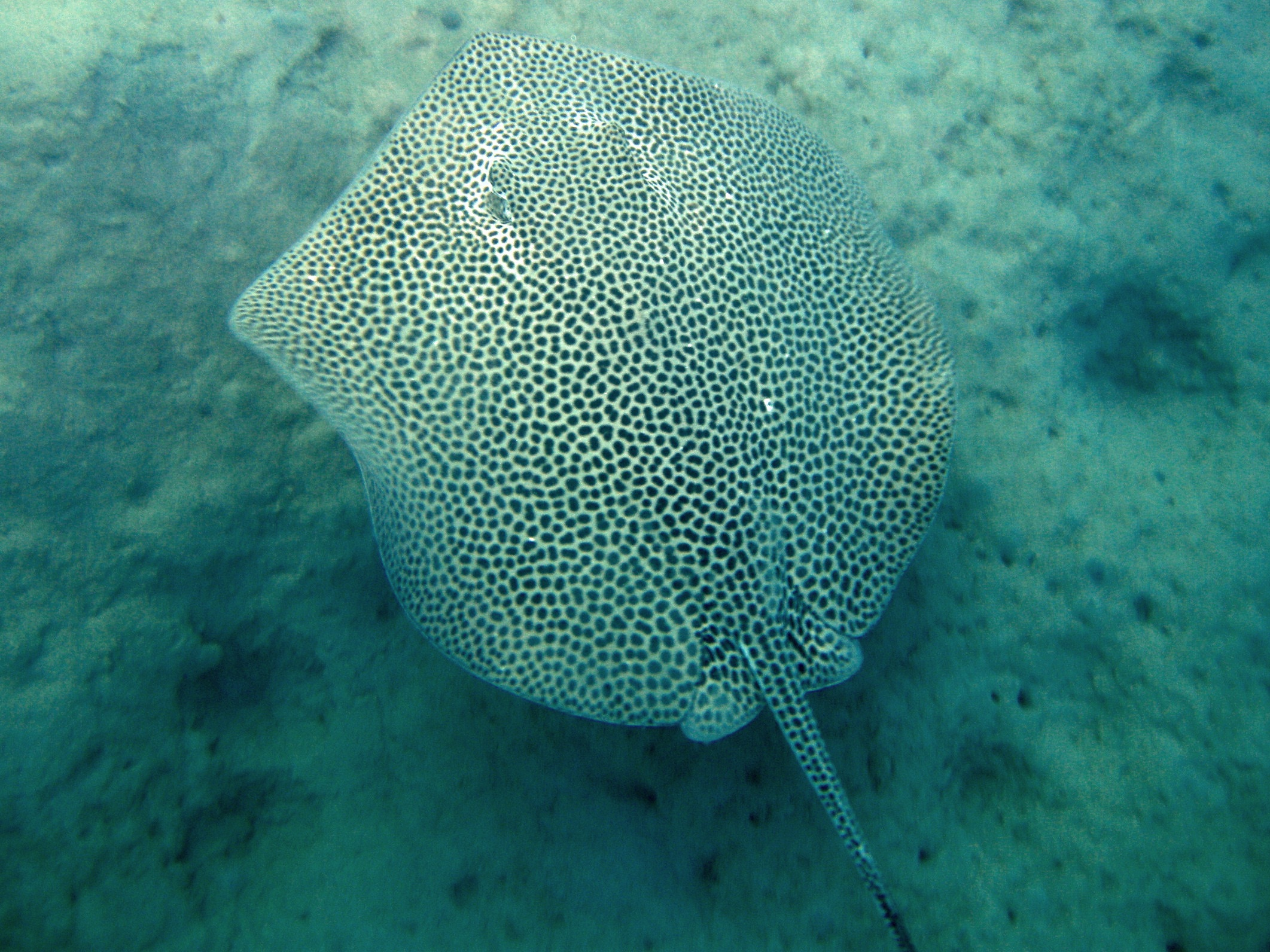
범무늬소녀가오리는 고운 모래가 쌓인 지역에 자주 나타난다.
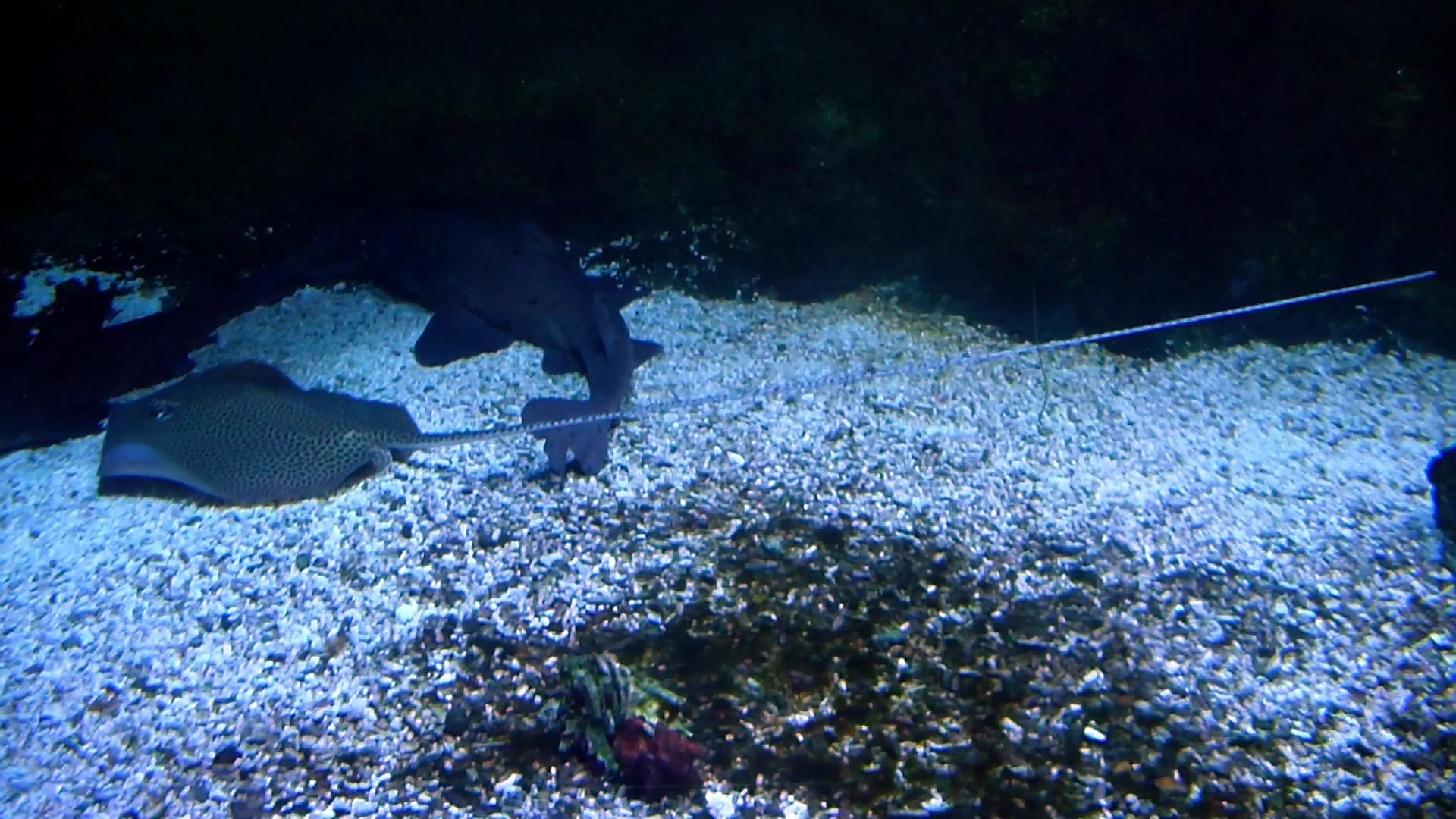
프랑스 파리의 수족관에 전시된 범무늬소녀가오리